# Condado de Perry (Missouri)
O Condado de Perry é um dos 114 condados do estado americano de Missouri. A sede do condado é Perryville, e sua maior cidade é Perryville. O condado possui uma área de 1 254 km² (dos quais 25 km² estão cobertos por água), uma população de 18 132 habitantes, e uma densidade populacional de 15 hab/km² (segundo o censo nacional de 2000). O condado foi fundado em 16 de novembro de 1820.